# I, Claudius (film)

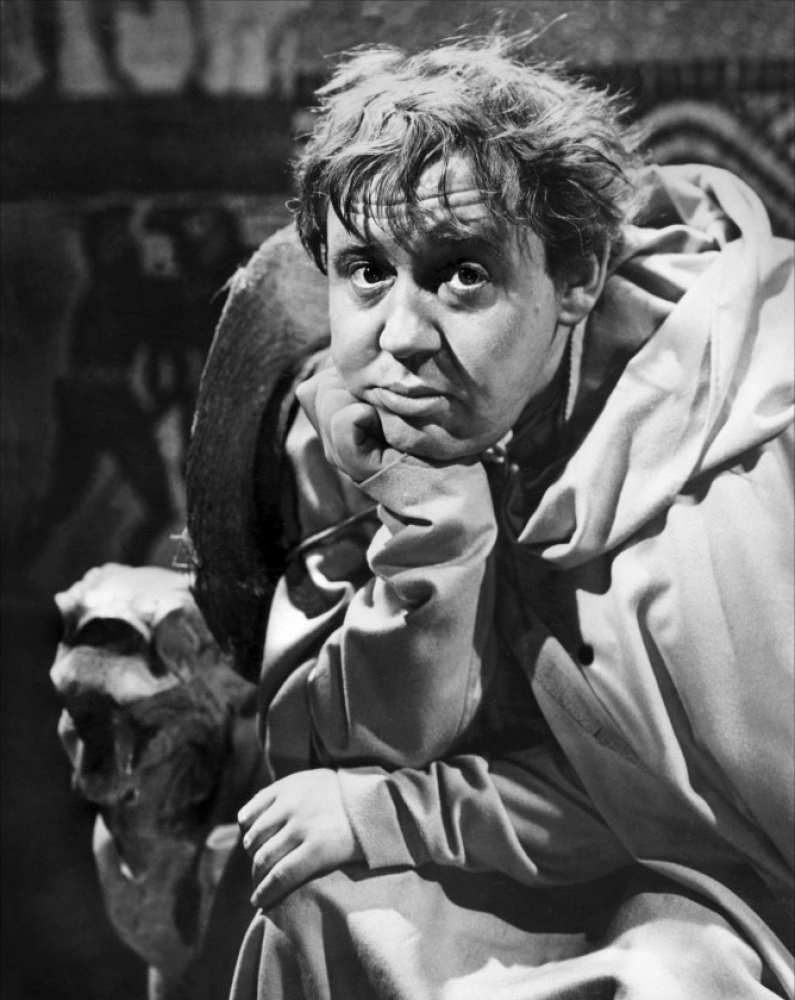
Charles Laughton in una foto di scena

I, Claudius è un film incompleto prodotto da Alexander Korda e diretto da Josef von Sternberg nel 1937, adattamento dell'omonimo romanzo di Robert Graves pubblicato nel 1934.
La lavorazione del film venne funestata da un incidente automobilistico occorso alla co-protagonista femminile Merle Oberon, che causò, insieme ad altre disavventure, l'arrestarsi delle riprese e la cancellazione della produzione che non venne mai portata a termine. Il film non venne quindi mai distribuito, ma alcune scene girate furono mostrate nel documentario del 1965 sul "making of" del film, The Epic That Never Was.

## Produzione
I, Claudius era una produzione di Alexander Korda, per la regia di Josef von Sternberg e con Charles Laughton (Claudio) e Merle Oberon (Messalina) come protagonisti.
La lavorazione del film fu circondata da "circostanze sfortunate". La Oberon ebbe un grave incidente d'auto il 16 marzo 1937, che le lasciò delle cicatrici sul viso. Il 26 marzo 1937, fu annunciata la cancellazione del film. Circolarono sospetti che l'incidente fu usato come pretesto per cancellare in toto la produzione, i cui problemi vennero a galla dopo pochi giorni, con la giornalista Sheilah Graham che indicò i forti contrasti sorti tra Korda e Laughton circa l'interpretazione di Claudio da parte di quest'ultimo, come i "veri motivi per i quali la produzione del film era stata cancellata", e non l'incidente che aveva presumibilmente "sfigurato" Merle Oberon.